# Dżemil Abdureszidow
Dżemil Abdureszidow, ros. Джемиль Абдурешидов (ur. ?, zm. ?) – tatarski działacz narodowy, przewodniczący Symferopolskiego Komitetu Muzułmańskiego podczas II wojny światowej
Był synem kupca z okręgu eupatorskiego na Krymie. Po wojnie domowej w Rosji jego rodzina zamieszkała w Turcji. Dż. Abdureszidow w okresie II wojny światowej powrócił na okupowany przez wojska niemieckie Krym. Od grudnia 1941 r. stał na czele Komitetu Muzułmańskiego w Bakczysaraju, a następnie Symferopolskiego Komitetu Muzułmańskiego w Symferopolu, reprezentującego interesy Tatarów krymskich wobec Niemców. Od stycznia do grudnia 1943 r. pełnił funkcję II zastępcy przewodniczącego Komitetu, po czym powrócił na poprzednie stanowisko. Był jednym z inicjatorów formowania kolaboracyjnych wojskowych i policyjnych formacji złożonych z Tatarów krymskich. W marcu 1944 r. został odznaczony przez Niemców Medalem dla Narodów Wschodnich. Prawdopodobnie ewakuował się do Niemiec w związku z zajęciem Krymu przez Armię Czerwoną. Dalsze jego losy są nieznane.